# Fissa
Fissa is een Nederlandse komediefilm uit 2016 geregisseerd en mede geproduceerd door Bobby Boermans. De film ging op 4 februari 2016 in première.

## Verhaal
De film volgt de populaire student Max die zijn eindexamen in gevaar ziet komen, tegelijkertijd ziet nerd Ruben zijn eindexamenfeest in duigen vallen. De twee oude vrienden besluiten samen te werken om ervoor te zorgen dat de examens en het feest allebei gered worden. Tijdens een doldwaze eindexamenperiode eindigend in een extreem eindexamenfeest, leren de vrienden zichzelf en elkaar pas echt kennen.

## Rolverdeling
| acteur                | personage          |
| --------------------- | ------------------ |
| Yannick van de Velde  | Max                |
| Alex Hendrickx        | Ruben              |
| Bilal Wahib           | Yous               |
| Abbey Hoes            | Anne-Bo            |
| Belinda van der Stoep | Ivana              |
| Arjan Ederveen        | meneer Meijer      |
| Hans Kesting          | meneer Dorsman     |
| Miryanna van Reeden   | mevrouw Florijn    |
| Harry Piekema         | meneer Binnendijk  |
| Marcel Zwoferink      | Ron                |
| Ferdi Stofmeel        | Mitchel            |
| Valentijn Avé         | Jos                |
| Timo Dries            | vriend van Jos     |
| Marits Delchot        | Quito              |
| Julmar Simons         | Ken                |
| Lionel Dors           | Memphis            |
| Anneke Blok           | Lea                |
| Menno van Beekum      | Rob                |
| Maru Asmellash        | nerd Athan         |
| Mark Lindeman         | nerd Nils          |
| Nick Golterman        | nerd Erwin         |
| Lindsay Zwaan         | Hellen             |
| Sylvana IJsselmuiden  | Fleur              |
| Danielle Koppers      | Elise              |
| Dianne van den Berg   | Florentine         |
| Jorn Pronk            | sportschool jongen |
| Tanneke Hartzuiker    | moeder van Max     |
| Hans Thissen          | Siemen             |
| Joey Schalker         | Amanuensis         |
| Antje Boermans        | student            |
| Oliver Heldens        | dj                 |

## Achtergrond
De film werd geregisseerd en mede geproduceerd door Bobby Boermans, hij werd hierbij bijgestaan door producenten Kees Abrahams, Robin de Levita en Edvard van 't Wout. Het scenario voor de film werd geschreven door Martijn Hillenius en werd geïnspireerd door de Amerikaanse film Project X. Hoofdrollen voor de film waren weggelegd voor Yannick van de Velde, Bilal Wahib en Abbey Hoes, met Hans Kesting en Harry Piekema in bijrollen.
De opnames van de film vonden plaats in Amsterdam-Zuid voornamelijk bij en in het Vossius Gymnasium; buurtbewoners stapten hierdoor in augustus 2015 naar de rechter om de opnames tegen te houden, omdat ze bang waren dat het voor overlast zou zorgen, de rechter wees de bezwaren van de bewoners af.
Fissa ging vervolgens op 4 februari 2016 in première, hierbij werden bij sommige bioscopen in de grote steden extra beveiliging ingezet tijdens drukke avond- en weekendvoorstellingen.